# Ведення бізнесу
Проект «Ведення бізнесу» (англ. Doing Business Project) — рейтинг простоти ведення підприємницької діяльності, дозволяє визначити якість правил регулювання підприємницької діяльності, що підвищують чи обмежують ділову активність, та їх застосування у 183 країнах, а також вибраних окремих містах.
Світовий банк розраховує цей індекс від 2003 року за такими критеріями, як легкість відкриття нового бізнесу, отримання дозволу на будівництво, реєстрація власності, отримання позики, захист прав інвесторів, сплата податків, законодавчий захист контрактів, тощо.
Звіт «Ведення бізнесу 2014», випущений у жовтні 2013, порівнює правила регулювання підприємництва для вітчизняних підприємств у 189 країнах.

## Україна у рейтингу
|                                   | Doing Business 2006 | Doing Business 2007 | Doing Business 2008 | Doing Business 2009 | Doing Business 2010 | Doing Business 2011 | Doing Business 2012 | Doing Business 2013 | Doing Business 2014 | Doing Business 2015 | Doing Business 2016 | Doing Business 2017 | Doing Business 2018 | Doing Business 2019 | Doing Business 2020 |
| Позиція у загальному рейтингу     | 124                 | 128 ▼               | 139 ▼               | 145 ▼               | 142 ▲               | 145 ▼               | 152 ▼               | 137 ▲               | 112 ▲               | 96▲                 | 83 ▲                | 80 ▲                | 76 ▲                | 71 ▲                | 64 ▲                |
| Реєстрація підприємства           | —                   | 101                 | 109 ▼               | 128 ▼               | 134 ▼               | 118 ▲               | 112 ▲               | 50 ▲                | 47 ▲                | 76 ▼                | 30 ▲                | 20 ▲                | 52 ▼                | 56 ▼                | 61 ▼                |
| Отримання дозволу на будівництво  | —                   | 107                 | 174 ▼               | 179 ▼               | 181 ▼               | 179 ▲               | 180 ▼               | 183 ▼               | 41 ▲                | 70▼                 | 140 ▼               | 140 ▬               | 35 ▲                | 30 ▲                | 20 ▲                |
| Підключення до електромереж       | —                   | —                   | —                   | —                   | —                   | —                   | 169                 | 166 ▲               | 172 ▼               | 185▼                | 137 ▲               | 130 ▲               | 128 ▲               | 135 ▼               | 128 ▲               |
| Винайм робочої сили               | —                   | 107                 | 102 ▲               | 100 ▲               | 83 ▲                | —                   | —                   | —                   | —                   | —                   | —                   | —                   | —                   | —                   | —                   |
| Реєстрація власності              | —                   | 133                 | 138 ▼               | 140 ▼               | 141 ▼               | 164 ▼               | 166 ▼               | 149 ▲               | 97 ▲                | 59▲                 | 61 ▼                | 63 ▼                | 64 ▼                | 63 ▲                | 61 ▲                |
| Кредитування                      | —                   | 65                  | 68 ▼                | 28 ▲                | 30 ▼                | 32 ▼                | 24 ▲                | 23 ▲                | 13 ▲                | 17 ▼                | 19 ▼                | 20 ▼                | 29 ▼                | 32 ▼                | 37 ▼                |
| Захист інвесторів                 | —                   | 142                 | 141 ▲               | 142 ▼               | 109 ▲               | 109 ▬               | 111 ▼               | 117 ▼               | 128 ▼               | 109 ▲               | 88 ▲                | 70 ▲                | 81 ▼                | 72 ▲                | 45 ▲                |
| Оподаткування                     | —                   | 174                 | 177 ▼               | 180 ▼               | 181 ▼               | 181 ▬               | 181 ▬               | 165 ▲               | 164 ▲               | 108▲                | 107 ▲               | 84 ▲                | 43 ▲                | 54 ▼                | 65 ▼                |
| Міжнародна торгівля               | —                   | 106                 | 120 ▼               | 131 ▼               | 139 ▼               | 139 ▬               | 140 ▼               | 145 ▼               | 148 ▼               | 154▼                | 109 ▲               | 115 ▼               | 119 ▼               | 78 ▲                | 74 ▲                |
| Забезпечення виконання контрактів | —                   | 26                  | 46 ▼                | 49 ▼                | 43 ▲                | 43 ▬                | 44 ▼                | 42 ▲                | 45 ▼                | 43 ▲                | 98 ▼                | 81 ▲                | 82 ▼                | 57 ▲                | 63 ▼                |
| Відновлення платоспроможності     | —                   | 139                 | 140 ▼               | 143 ▼               | 145 ▼               | 150 ▼               | 156 ▼               | 157 ▼               | 162 ▼               | 142 ▲               | 141 ▲               | 150 ▼               | 149 ▲               | 145 ▲               | 146 ▼               |

## Позиції в рейтингу
| 2013                     | 2014                           | 2015                     | 2016                     | 2017                     | 2018                     | 2019                     | 2020                     |
| ------------------------ | ------------------------------ | ------------------------ | ------------------------ | ------------------------ | ------------------------ | ------------------------ | ------------------------ |
| 1. Сінгапур              | 1. Сінгапур                    | 1. Сінгапур              | 1. Сінгапур              | 1. Нова Зеландія         | 1. Нова Зеландія         | 1. Нова Зеландія         | 1. Нова Зеландія         |
| 2. Гонконг               | 2. Гонконг                     | 2. Нова Зеландія         | 2. Нова Зеландія         | 2. Сінгапур              | 2. Сінгапур              | 2. Сінгапур              | 2. Сінгапур              |
| 3. Нова Зеландія         | 3. Нова Зеландія               | 3. Гонконг               | 3. Данія                 | 3. Данія                 | 3. Данія                 | 3. Данія                 | 3. Гонконг               |
| 4. США                   | 4. США                         | 4. Данія                 | 4. Південна Корея        | 4. Гонконг               | 4. Південна Корея        | 4. Гонконг               | 4. Данія                 |
| 5. Данія                 | 5. Данія                       | 5. Південна Корея        | 5. Гонконг               | 5. Південна Корея        | 5. Гонконг               | 5. Південна Корея        | 5. Південна Корея        |
| 6. Норвегія              | 6. Малайзія                    | 6. Норвегія              | 6. Сполучене Королівство | 6. Норвегія              | 6. США                   | 6. Грузія                | 6. США                   |
| 7. Сполучене Королівство | 7. Південна Корея              | 7. США                   | 7. США                   | 7. Сполучене Королівство | 7. Сполучене Королівство | 7. Норвегія              | 7. Грузія                |
| 8. Південна Корея        | 8. Грузія                      | 8. Сполучене Королівство | 8. Швеція                | 8. США                   | 8. Норвегія              | 8. США                   | 8. Сполучене Королівство |
| 9. Грузія                | 9. Норвегія (-4)               | 9. Фінляндія             | 9. Норвегія              | 9. Швеція                | 9. Грузія                | 9. Сполучене Королівство | 9. Норвегія              |
| 10. Австралія            | 10. Сполучене Королівство (-4) | 10. Австралія            | 10. Фінляндія            | 10. Північна Македонія   | 10. Швеція               | 10. Північна Македонія   | 10. Швеція               |
| …                        | …                              | …                        | …                        | …                        | …                        | …                        | …                        |
| 112. Росія               | 92. Росія (+20)                | 62. Росія (+30)          | 51. Росія (+11)          | 40. Росія (+11)          | 35. Росія (+5)           | 31. Росія (+4)           | 28. Росія (+3)           |
| …                        | …                              | …                        | …                        | …                        | …                        | …                        | …                        |
| 137. Україна             | 112. Україна (+25)             | 96. Україна (+16)        | 83. Україна (+13)        | 80. Україна (+3)         | 74. Україна (+6)         | 71. Україна (+3)         | 64. Україна (+7)         |
| …                        | …                              | …                        | …                        | …                        | …                        | …                        | …                        |

## Історія
Проект започаткований Світовим банком у 2002.
Перша доповідь «Ведення бізнесу», опублікована в 2003 році, містила 5 наборів показників і охоплювала 133 країн.

## Доповідь 2012 року
Доповідь 2012 року (опублікована в жовтні 2011) охоплює 11 наборів показників і 183 країн. У доповіді представлені кількісні показники регулювання бізнесу і захисту права власності в 183 країнах. Дослідження охоплює регуляторні
Показники України:
Легкість ведення бізнесу — 152 місце
1. Започаткування справи — 112 місце
  1. Число процедур: 9
  2. Час (днів): 24
  3. Вартість (% від середнього доходу на 1 особу): 4,4
  4. Мінімальний капітал (% від середнього доходу на 1 особу): 1,8
2. Отримання дозволів на будівництво — 180 місце
  1. Число процедур: 21
  2. Час (днів): 375
  3. Вартість (% від середнього доходу на 1 особу): 1462
  4. Мінімальний капітал (% від середнього доходу на 1 особу): 1,8
3. Доступ до електрики — 169 місце
  1. Число процедур: 11
  2. Час (днів): 274
  3. Вартість (% від середнього доходу на 1 особу): 229
4. Реєстрація власності — 166 місце,
  1. Число процедур: 9
  2. Час (днів): 24
  3. Вартість (% від середнього доходу на 1 особу): 4,4
  4. Мінімальний капітал (% від середнього доходу на 1 особу): 1,8
5. Одержання кредиту — 24 місце,
6. Захист інвесторів — 111 місце,
7. сплата податків — 181 місце
  1. Число платежів за рік: 181
  2. Час (годин на рік): 657
  3. Загальний рівень податків (% від прибутку): 57,1
8. Зовнішня торгівля — 140 місце
  1. Документів для експорту: 6
  2. Час експорту (днів): 30
  3. Вартість експорту (USD на контейнер): 1865
  4. Документів для імпорту: 8
  5. Час експорту (днів): 33
  6. Вартість експорту (USD на контейнер): 2155
9. Виконання контрактів — 44 місце
10. Відшкодування через процедуру банкротства — 156 місце

Показники РФ:
За час роботи АСИ Росія піднялася в рейтингу Світового банку Doing Business з 120 місця в 2011 р на 62 місце в 2014 р, обігнавши своїх партнерів за групою БРІК — Бразилію, Індію та Китай. Рейтинг відображає легкість ведення бізнесу і рівень адміністративного тиску на підприємців.
Показники Грузіі:
Згідно з доповіддю Doing Business Світового банку, при міністрі економіки Касі Бендукідзе у 2004—2007 роках Грузія стала найбільш реформованою країною в світі. Зокрема, Грузія піднялася з 137-го місця на 15-е місце в рейтингу країн 2015 року.
Показники Білорусі:
У Білорусі була проведена дебюрократизація держапарату. Покращилися умови ведення бізнесу — зменшено податкове навантаження, спрощена реєстрація малих підприємств до трьох робочих днів.
Країна за 1 (з 2009 до 2010) рік піднялася в рейтингу Doing Business c 82 на 58-е місце. Для порівняння демократична Україна в цей же час балансувала на межі 142 і 146-й позицій. Урядом Білорусі були озвучені мети — увійти в 30-ку до 2020 року.

## Доповідь 2011 року
У доповіді «Ведення бізнесу — 2011» (є восьмою в серії щорічних доповідей) представлені кількісні показники регулювання бізнесу і захисту права власності в 183 країнах, від Афганістану до Зімбабве. Дослідження охоплює регуляторні правила, які впливають на 11 сфер бізнесу: відкриття бізнесу, отримання дозволів на будівництво, реєстрація власності, одержання кредиту, захист інвесторів, сплата податків, зовнішня торгівля, виконання контрактів, закриття бізнесу, доступ до електроенергії та зайнятість працівників. За підсумками доповіді «Ведення бізнесу — 2011» Україна займає 145 місце (серед 183 країн) за сприятливістю умов для підприємницької діяльності.

## Виноски
1. ↑  Світовий банк буде покращувати Doing business. Архів оригіналу за 26 червня 2013. Процитовано 29 жовтня 2013.
2. ↑  Звіт «Ведення бізнесу — 2014» [Архівовано 1 листопада 2013 у Wayback Machine.] (англ.)
3. ↑  Ведення бізнесу 2013 (PDF) (англійською) . Світовий банк. Архів оригіналу (PDF) за 14 липня 2020. Процитовано 02.08.2020.
4. ↑  Ведення бізнесу 2014 (PDF) (англійською) . Світовий банк. Архів оригіналу (PDF) за 14 липня 2020. Процитовано 02.08.2020.
5. ↑  Ведення бізнесу 2015 (PDF) (англійською) . Світовий банк. Архів оригіналу (PDF) за 18 вересня 2020. Процитовано 02.08.2020.
6. ↑  Ведення бізнесу 2016 (PDF) (англійською) . Світовий банк. Архів оригіналу (PDF) за 3 серпня 2020. Процитовано 02.08.2020.
7. ↑  Ведення бізнесу 2017 (PDF) (англійською) . Світовий банк. Архів оригіналу (PDF) за 18 травня 2020. Процитовано 02.08.2020.
8. ↑  Ведення бізнесу 2018 (PDF) (англійською) . Світовий банк. Архів оригіналу (PDF) за 12 серпня 2020. Процитовано 02.08.2020.
9. 1 2  Ведення бізнесу 2020 (PDF) (англійською) . Світовий банк. Архів оригіналу (PDF) за 2 липня 2020. Процитовано 02.08.2020.
10. ↑  http://www.doingbusiness.org/reports/global-reports/doing-business-2012 [Архівовано 24 травня 2013 у Wayback Machine.] Doing Business 2012. Doing Business in a More Transparent World
11. ↑  «Умови для бізнесу: три поліпшення і 145-те місце» «Дзеркало тижня» № 41 (821) 6 — 13 листопада 2010. Автор: Юрій Сколотяний
12. ↑  Haidar, J.I., 2012. "Impact of Business Regulatory Reforms on Economic Growth [Архівовано 27 квітня 2016 у Wayback Machine.], " Journal of the Japanese and International Economies, Elsevier, vol. 26(3), pages 285—307, September